# Mini-Rock-Festival
Das Mini-Rock-Festival war ein von 2005 bis 2018 jährlich in Horb am Neckar im Sommer stattfindendes Rockfestival. Das Festival wurde im Vorfeld von einem komplett ehrenamtlich arbeitendem Team für ungefähr 10.000–12.000 Besucher jährlich organisiert und hatte ein Finanzvolumen von mehr als 300.000 Euro. Am Festival selbst arbeiteten mehr als 350 ehrenamtliche Helfer.

## Entstehung
Anlässlich eines von der Stadt Horb am 7. Mai 2004 ausgerichteten Jugendforums, auf dem Jugendliche aus Horb aufgefordert wurden, Ideen zur Verbesserung des Freizeitangebotes darzulegen, gründen mehrere Jugendliche aus Horb im Alter von damals 14 – 23 Jahren den Verein „Mini-Rock-Festival Horb am Neckar e. V.“, der bis heute als Veranstalter des Mini-Rock-Festivals fungiert. Ein selbstständiger Unternehmensberater bietet sich als „Projektpate“ an und hilft dem Team in der Anfangszeit. Bis heute wird das Festival trotz der enorm gestiegenen Größe weiterhin komplett ehrenamtlich organisiert.
Es zählt zu den erklärten Zielen des Vereins, aktive Jugendarbeit im Raum Horb zu betreiben und Jugendliche an professionelle Handlungsabläufe heranzuführen.

## Geschichte

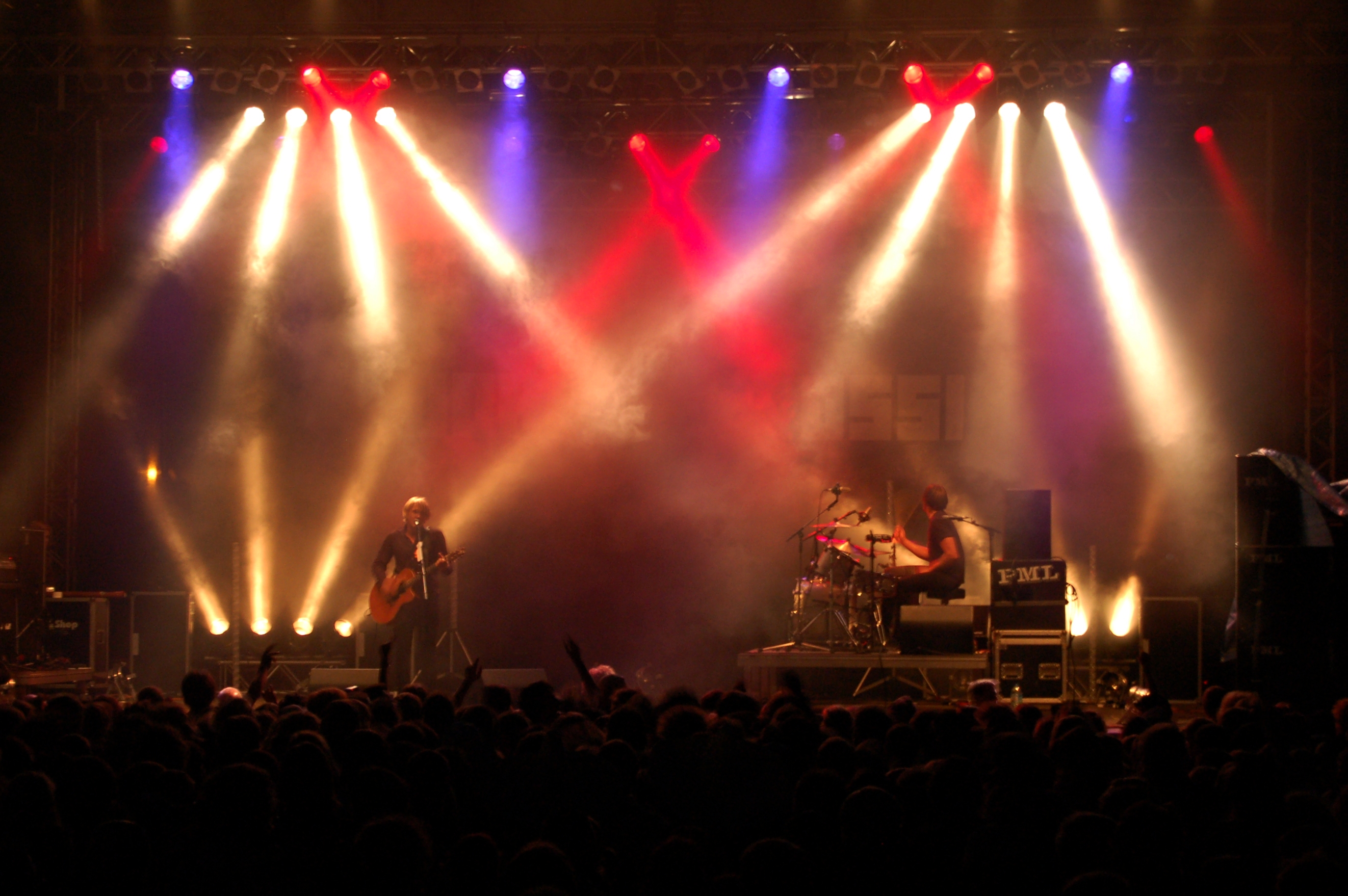
Johnossi beim Mini-Rock-Festival 2008

Logo des Mini-Rock-Festivals von 2010 bis 2015

Nachdem im ersten Jahr mit ausschließlich deutschen Bands und den Headlinern Donots und 4Lyn noch ein finanzieller Verlust von 25.000 Euro eingefahren wurde, gelang bereits 2006 mit internationalen Headlinern wie den Backyard Babies, Blackmail und La Vela Puerca ein Gewinn. Zudem war das Organisationsteam in jenem Jahr für den von der Landesregierung Baden-Württembergs jährlich vergebenen Preis Echt Gut! Ehrenamt in Baden-Württemberg nominiert. Bei der Abstimmung erreichte das Team unter mehr als 1.000 Bewerbern den vierten Platz. Waren im ersten Jahr noch 2.000 Besucher auf dem Platz, stieg das Besucheraufkommen in den Folgejahren kontinuierlich an. 2007 war das Festival mit den Headlinern … And You Will Know Us by the Trail of Dead, The Busters und Ignite mit 5.000 Besuchern erstmals an der Abendkasse ausverkauft. Dies gelang auch, bei einer ständigen Vergrößerung der Platzkapazität, in den beiden Folgejahren. 2008 kamen 7.000 Besucher, um Bands wie Madsen, Volbeat und Johnossi zu sehen, 2009 erschienen 8.000 Besucher und sahen unter anderem Enter Shikari, K.I.Z und Panteón Rococó. Im Jahre 2010 zog das Mini-Rock-Festival vom alten Veranstaltungsort auf dem Horber Festplatz auf die Ihlinger Neckarwiesen. Dies war nötig, da der alte Platz aufgrund des Horber Grünprojekts belegt war und auch künftig nur in deutlich verkleinerter Kapazität zur Verfügung stehen wird und so nicht mit dem Besucherwachstum des Mini-Rock-Festivals mithalten kann. Bei den Headlinern Fettes Brot, The Sounds, Johnossi und Life of Agony begrüßte das Organisationsteam 10.000 Besucher.
2011 zog das Mini-Rock-Festival erneut auf ein neues Gelände im Horber Industriegebiet. Dort sahen über 8.000 Besucher Bands wie Hot Water Music, Friska Viljor, Shantel & Bucovina Club Orkestar und Casper. Auch 2012 fand das Mini-Rock-Festival im Horber Industriegelände statt. Am 3. & 4. August sahen erneut 10.000 Besucher Bands wie K.I.Z, boysetsfire, Kraftklub oder Cro. Das Festival war dabei zum ersten Mal seit Bestehen bereits im Vorverkauf komplett ausverkauft.
Im Jahre 2013 fand das Mini-Rock-Festival wieder wie in den ersten 5 Jahren auf dem Horber Festplatz im Neckartal statt. Um die stark gewachsene Besucherzahl unterzubringen, wurde der Campingplatz erstmals auf die östliche Neckarseite erweitert. Über 9.000 Besucher sahen Jennifer Rostock, Prinz Pi, Irie Révoltés und 19 weitere Bands. Zum zehnjährigen Jubiläum 2014, welches ebenfalls auf dem Festplatz im Neckartal stattfand, sahen ca. 10.000 Besucher unter anderem Anti-Flag, SDP, Zebrahead, Trailerpark und Maxim. 2015 sahen 12.000 Besucher unter anderem Trailerpark, Royal Republic, Genetikk, Kvelertak und Heisskalt. 2016 erscheinen erneut 12.000 Besucher zu Bands wie Madsen, Die Orsons, MoTrip und Moop Mama. Auch 2017 wurde das Mini-Rock-Festival von 12.000 Besuchern besucht, es spielten 22 Bands, darunter Enter Shikari, MoTrip, 257ers, Feine Sahne Fischfilet und Eskimo Callboy.
2018 gaben die Organisatoren bekannt, das Festival nach 2018 nicht weiterzuführen. Gründe sind die zunehmend nicht mehr stemmbare ehrenamtliche Arbeitsbelastung und eine zunehmende Planungsunsicherheit bezüglich des Geländes. Zur finalen Ausgabe 2018 zählte das Organisationsteam bei den Headlinern Prinz Pi, Donots, Käptn Peng & Die Tentakel von Delphi und Faber mehr als 12.000 Besucher.
2005 und 2006 dauerte das gesamte Festival zwei Tage und ging von Freitag bis Samstag. In den beiden darauffolgenden Jahren 2007 und 2008 wurde das Festival jeweils am Donnerstagabend durch eine Warm-Up-Party mit DJs eröffnet und die Bands spielten weiterhin am Freitag und Samstag. 2009 wurde das Programm erstmals auf drei Tage erweitert und am ersten Abend spielten vier Bands, gefolgt von DJs. 2010 eröffnete der Audiolith Pferdemarkt mit Frittenbude und Saalschutz das Festival am Donnerstag. Nachdem auch 2011 drei Bands bereits am Donnerstag spielten, wurde das Festival 2012 mit einem Flunkyball-Turnier eröffnet, bevor wieder die traditionellen DJs das Publikum unterhielten. Seit 2013 findet im Anschluss an das Flunkyball-Turnier das „Mini-Rock-Festival-Live-Karaoke“ statt, bei dem die Besucher auf der Bühne Karaoke zu Livebegleitung einer Band singen.
In den Jahren 2012, 2013 und 2015 war das Mini-Rock-Festival jeweils bei den European Festival Awards in der Kategorie Best Small Festival nominiert, ging aber bei der Preisverleihung im Rahmen des Eurosonic-Noorderslag-Festivals in Groningen jeweils leer aus.

## Bands
2005, 2. & 3. September

Donots, Emil Bulls, 4Lyn, Muff Potter, EL*KE, Stone the Crow, Joachim Deutschland, Die Kaum Unglaublichen, Yakuzi, Karma.Connect, AKa Frontage, Mom’s Day, ashtray
2006, 25. & 26. August

Backyard Babies, Blackmail, La Vela Puerca, Emil Bulls, Smoke Blow, Fire in the Attic, Normahl, Julia, Itchy Poopzkid, The Magic Bullet Theory, Verlen, No Mayers 50, Ridiculous, Deef, The Pipes
2007, 24. & 25. August

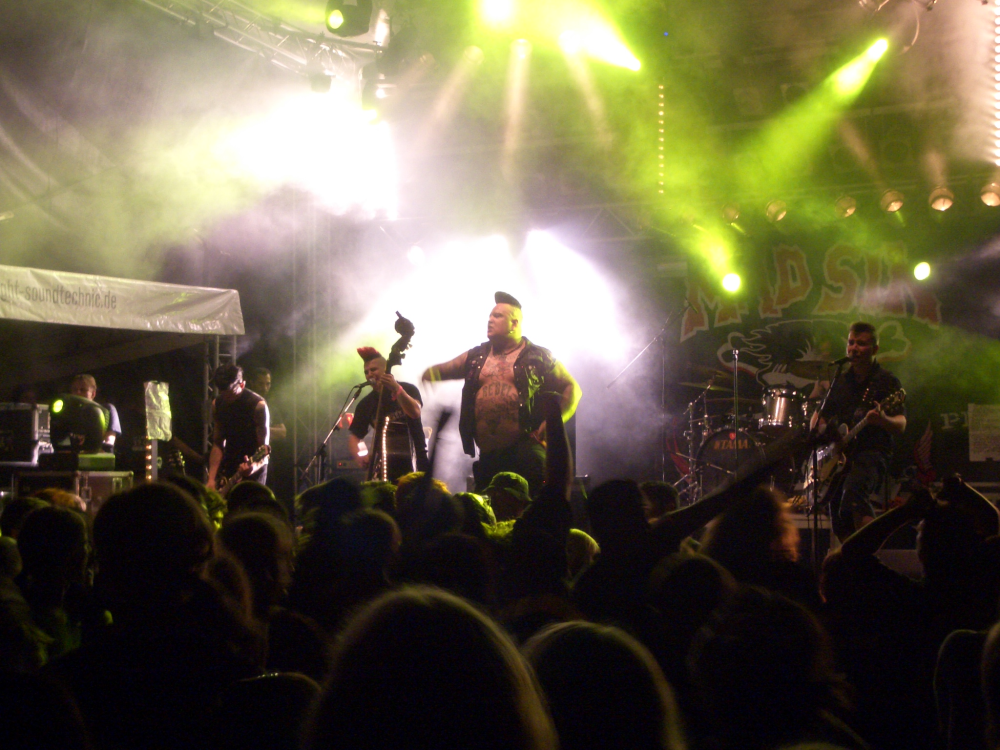
Mad Sin beim Mini-Rock-Festival 2007

… And You Will Know Us by the Trail of Dead, Ignite, The Busters, Mad Sin, Psychopunch, Fotos, Trashmonkeys, Che Sudaka, She-Male Trouble, Yakuzi, Benzin, Crekko, Crime Killing Joker Man, Herr Stilz seine Freunde, An Early Cascade, More Than Crossed, Soma
2008, 22. & 23. August

Madsen, Johnossi, Volbeat, Disco Ensemble, Emil Bulls, Blackmail, Abuela Coca, Escapado, Ghost of Tom Joad, The Audience, Die kleinen Götter, The Wedges, Hesslers, Claus Grabke, Begbie, Louis Lament, Heap of Ruins, Die 2 Coolen 3
2009, 14. & 15. August

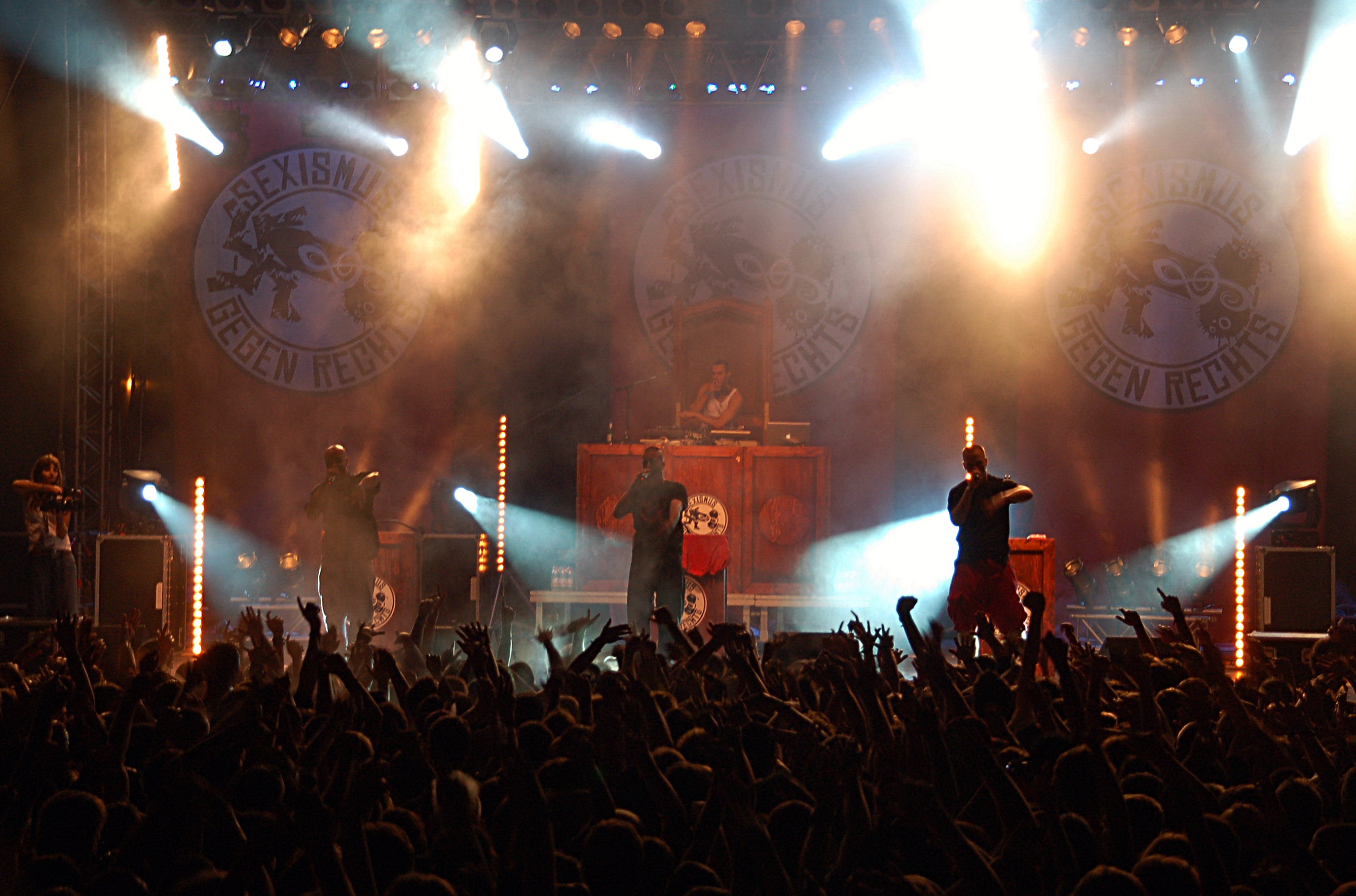
K.I.Z beim Mini-Rock-Festival 2009

Enter Shikari, K.I.Z, Panteón Rococó, The Thermals, Zebrahead, Callejon, Egotronic, Jupiter Jones, Long Distance Calling, Trip Fontaine, Marteria, Benzin, Luis Laserpower, RTR, Road Closed Ahead, Mofa, Mom’s Day, Tram, Ezzo, The Stud, The xPlode
Turbostaat müssen ihren Auftritt am Tag des Festivals absagen, da die Band im Stau steht.
2010, 6. & 7. August

Fettes Brot, The Sounds, Johnossi, Life of Agony, Caliban, Karamelo Santo, Frittenbude, The Black Box Revelation, Stompin’ Souls, Saalschutz, Scumbucket, Yakuzi, The Blackout Argument, Kleinstadthelden, Troelf, Accused Drug, The Jerks, The Haverbrook Disaster
Hellsongs und Genepool müssen ihre Auftritte kurzfristig absagen. Für Genepool spielen Troelf, die Absage aufgrund Krankheit von Hellsongs geschieht erst am Auftrittstag und bleibt ohne Ersatz.
2011, 5. & 6. August

Hot Water Music, Friska Viljor, Shantel & Bucovina Club Orkestar, La Vela Puerca, Long Distance Calling, Blackmail, Prinz Pi, Casper, Zebrahead, Colour Haze, Disco Ensemble, Monsters of Liedermaching, Amplifier, Supershirt, Kraftklub, Transmitter, Adolar, Diego, Rakede, Die Supersieger, On Top of the Avalanche, Cirque Royal, Infight, aUtOdiDakt, Kabana, Kniffler's Mum, Laserboys, SoundGuerilla, The Mofos
2012, 3. & 4. August

K.I.Z, boysetsfire, Kraftklub, Cro, Itchy Poopzkid, Jamaram, Wirtz, Emil Bulls, Yakuzi, Findus, DJ Craft, Kellermensch, His Statue Falls, Keule, Rockstah, De Staat, Mega! Mega!, TOS, Sim Sin, Heisskalt, Forensick, The Impression, Bender, Die Zahnfee
Wie auch schon 2009 müssen Turbostaat ihren Auftritt kurzfristig absagen, dafür wird Findus gebucht. Die ebenso ausfallenden Vierkanttretlager werden durch Mega! Mega! ersetzt.
2013, 2. & 3. August

Jennifer Rostock, Prinz Pi, Irie Révoltés, Callejon, Eskimo Callboy, Hoffmaestro, His Statue Falls, Käptn Peng & Die Tentakel von Delphi,  257ers, Alligatoah ft. BattleBoi Basti & Timi Hendrix, The Sorrow, Ahzumjot, Abby, Rockstah, Heisskalt, Schmutzki, John Coffey, Sacrety, Electric Love, Redensart, NORA, Live-Karaoke mit Iron Cobra
Trümmer sagen am Auftrittstag ab, dafür findet auf der Hauptbühne Live-Karaoke mit Künstlern der anderen Bands und Besuchern statt.
2014, 1. & 2. August

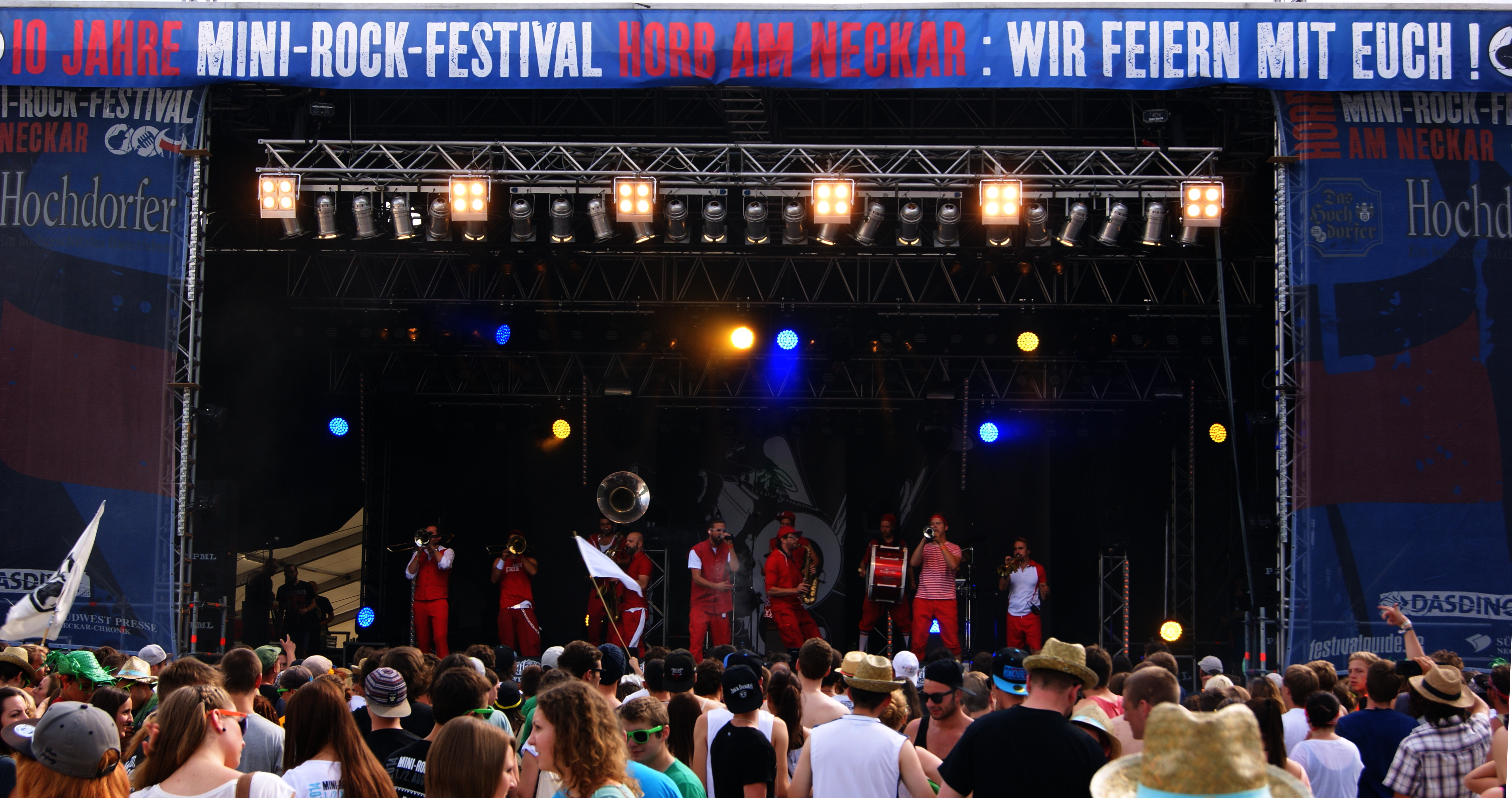
Moop Mama beim Mini-Rock-Festival 2014

Anti-Flag, SDP, Zebrahead, Trailerpark, Maxim, Emil Bulls, Kadavar, Weekend, Moop Mama, Deez Nuts, Sierra Kidd, Bilderbuch, Apologies, I Have None, 65daysofstatic, OK Kid, Konvoy, Eau Rouge, Die Nerven, Bomb Whateva ¿, City Kids feel the Beat, Horny Lulu, CALVES
2015, 31. Juli & 1. August

Trailerpark, Royal Republic, Genetikk, Kvelertak, Heisskalt, Chakuza, Itchy Poopzkid, Rise of the Northstar, Teesy, We Butter the Bread with Butter, Schmutzki, Fatoni, annisokay, Swiss & die Andern, Adam Angst, Olympique, Hot Chick Banged, Antiheld, Schlaraffenlandung, Visdom, Behind the Masquerade, The Hunting Elephants
2016, 5. &. 6. August

Madsen, Die Orsons, MoTrip, Moop Mama, Antilopen Gang, Terrorgruppe, Chefket, ZSK, Blackout Problems, Zugezogen Maskulin, White Miles, Swiss & die Andern, GWLT, FJØRT, Dicht & Ergreifend, Kafvka, Van Holzen, Templeton Pek, Grizzly, City Kids Feel the Beat, Crooked Youth, Die Grüne Welle
The Prosecution und Back and Fill sagen ihre Auftritte kurzfristig ab, dafür spielen White Miles und City Kids Feel the Beat.
2017, 3. – 5. August

Enter Shikari, MoTrip, 257ers, Feine Sahne Fischfilet, Eskimo Callboy, Megaloh, Weekend, Schmutzki, Dame, Milliarden, Rogers, Mother’s Cake, Smile and Burn, Alex Mofa Gang, BRETT, Captain Capa, Ali As, Val Sinestra, Yakuzi, Delirious Mob Crew, Start a Fire, The Bay
2018, 2. – 4. August

Prinz Pi, Donots, Käptn Peng & Die Tentakel von Delphi, Faber, Trettmann, Mad Caddies, Itchy, Grossstadtgeflüster, Audio88 & Yassin, Montreal, To the Rats and Wolves, JOMO, Django S., 8kids, Northlane, Watch Out Stampede, Le Fly, Antifuchs, An Early Cascade, Dr. Aleks & the Fuckers, Kind Kaputt, Knives in a Gunfight, ok.danke.tschüss